# Allhelgonakyrkan, Dolnaja Ruta
Allhelgonakyrkan (belarusiska: Царква Усіх Святых; translitteration: Tsarkva Usih Svjatih) är en belarusisk-ortodox kyrkobyggnad belägen i byn Dolnaja Ruta, i distriktet Karelitski rajon i Hrodna voblast, i västra Belarus.
Kyrkan är helgad åt Alla helgons dag och tillhör Navahrudaks stift.

## Historik
Allhelgonakyrkan i Dolnaja Ruta byggdes 1935.

## Kyrkan
Kyrkan är enskeppig och kupolerna är i rysk stil.

## Bilder

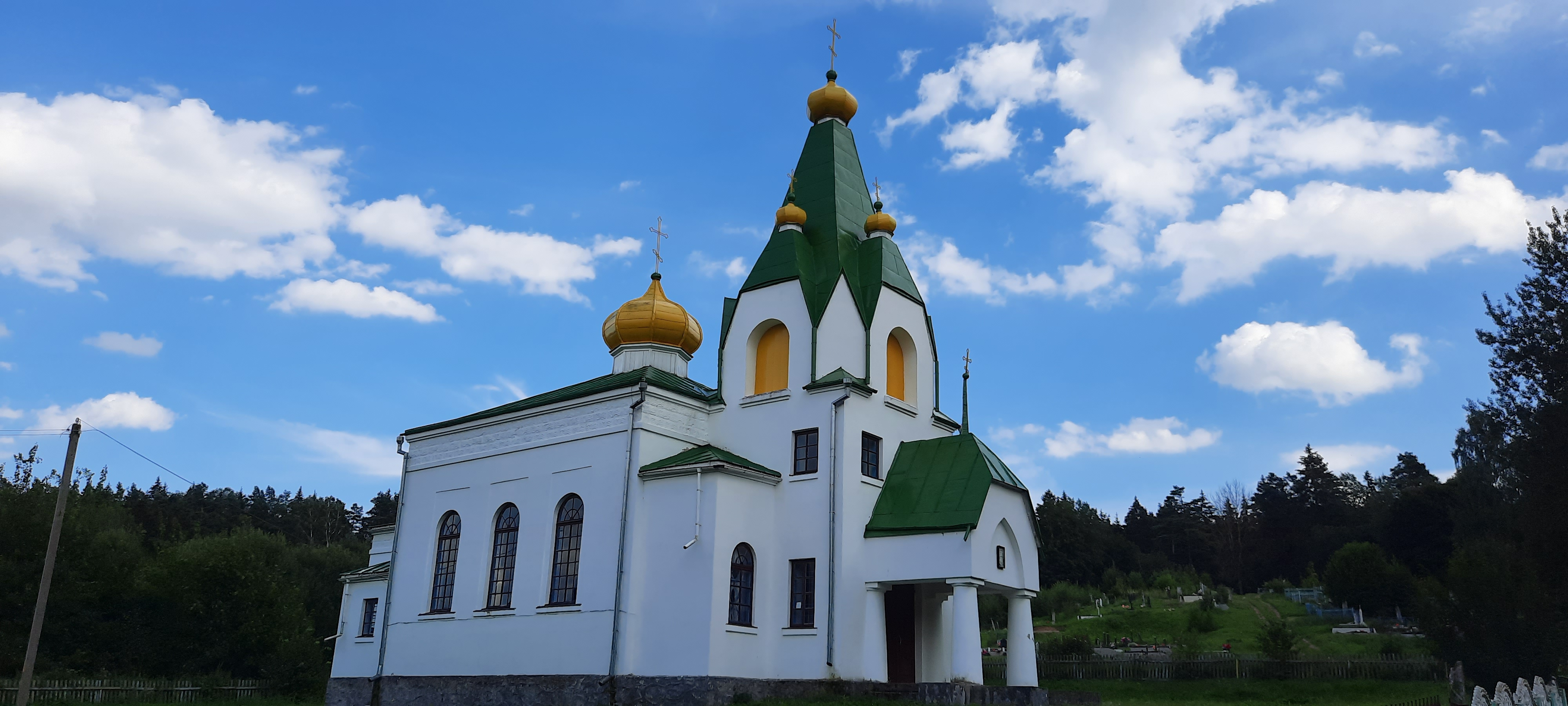
Kyrkan från andra sidan.

### Allmänna källor
- Церковь Всех Святых в Дольной Руте | Планета Беларусь (planetabelarus.by)
- Храм Усіх Святых Дольная Рута (hram.by)
- Дольная Рута (globustut.by)